# Lesotho az 1972. évi nyári olimpiai játékokon
Lesotho az NSZK-beli Münchenben megrendezett 1972. évi nyári olimpiai játékok egyik részt vevő nemzete volt. Az országot az olimpián 1 sportágban 1 sportoló képviselte, aki érmet nem szerzett. Lesotho első alkalommal vett részt az olimpiai játékokon.

## Atlétika
Férfi
| Versenyző       | Versenyszám | Előfutam | Előfutam | Előfutam | Negyeddöntő | Negyeddöntő | Negyeddöntő | Elődöntő | Elődöntő | Elődöntő | Döntő   | Döntő    |
| Versenyző       | Versenyszám | Idő      | Hely.    | Össz.    | Idő         | Hely.       | Össz.       | Idő      | Hely.    | Össz.    | Idő     | Helyezés |
| --------------- | ----------- | -------- | -------- | -------- | ----------- | ----------- | ----------- | -------- | -------- | -------- | ------- | -------- |
| Motsapi Moorosi | 100 m       | 10,74    | 6.       | 52.*     | kiesett     | kiesett     | kiesett     | kiesett  | kiesett  | kiesett  | kiesett | kiesett  |
| Motsapi Moorosi | 200 m       | 21,15    | 4.       | 25.      | 20,90       | 5.          | 21.         | kiesett  | kiesett  | kiesett  | kiesett | kiesett  |

* – egy másik versenyzővel azonos időt ért el